# Johann Christoph Volkamer

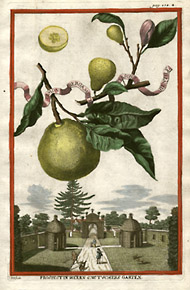
Bergamotte-Frucht. Illustration aus Nürnbergische Hesperides

Johann Christoph Volkamer (* 7. Juni 1644; † 26. August 1720) war ein deutscher Kaufmann, Fabrikant und Botaniker.

## Leben
Johann Christoph Volkamer (auch: Volcamer, Volckamer, Volkammer) war der Sohn des Arztes Johann Georg Volkamer. Er beschäftigte sich aus Liebhaberei mit der Botanik und unterhielt im heutigen Nürnberger Stadtteil Gostenhof einen Garten. Er veröffentlichte 1708–1714 ein zweibändiges Werk über Zitrusfrüchte unter dem Titel „Nürnbergische Hesperides, oder gründliche Beschreibung der Edlen Citronat, Citronen, und Pomerantzen-Früchte, Wie solche, in selbiger und benachbarten Gegend, recht mögen eingesetzt, gewartet, erhalten und fortgebracht werden, Samt einer ausführlichen Erzehlung der meisten Sorten, welche theils zu Nürnberg würcklich gewachsen, theils von verschiedenen fremden Orten dahin gebracht worden …“
In Volkamers Zeit sah man in den Zitrusfrüchten die „Goldenen Äpfel der Hesperiden“ der griechischen Mythologie. Ab dem späten 17. Jahrhundert wurde es an europäischen Fürstenhöfen Mode, Zitruspflanzen in Orangerien zu kultivieren. Die durch den Transport über die Alpen teuren und begehrten Bäume entwickelten sich zum Status- und Machtsymbol.
Mit diesem Werk wurde der Begriff „Hesperides“ zum Symbol für die blühende Nürnberger Gartenkultur, die etwa von 1650 an bis zum Ende des 18. Jahrhunderts dauerte.
In beiden Bänden (ein dritter kam über Vorstufen nicht hinaus) von Volkamers Buch werden die detaillierten Abbildungen verschiedener Arten und Sorten der Zitruspflanzen einschließlich ihrer Früchte mit der Darstellung von Nürnberger Landschaften und Gärten, sowie Veduten zahlreicher italienischer Städte und Gärten verbunden. Volkamers Werk stellt mit seinen hochwertigen Kupferstichen und ausführlichen Reiseberichten eine wichtige zeitgenössische historische Quelle dar.
1720 wurde er zum Mitglied der Deutschen Akademie der Naturforscher Leopoldina gewählt.
Sein Grab befindet sich auf dem Johannisfriedhof in Nürnberg.

## Werke
- Nürnbergische Hesperides, Oder Gründliche Beschreibung Der Edlen Citronat- Citronen- und Pomerantzen-Früchte …, Nürnberg 1708, Nachdruck Zirndorf 1978. Mit Flora, oder curiosen Vorstellung verschiedener raren Blumen … und anderen Büchern.
Lateinische Übersetzung 1713.
- Obeliscus Constantinopolitanus oder kurtze Erklärung des zu Constantinopol auf der Renn-Bahn stehenden, nun aber auch in der nürnbergischen Vorstadt Gostenhof nachgehauenen und aufgerichteten Obelisci, Nürnberg 1713, Nachdruck Arndt Nürnberg 1985.
- Continuation der Nürnbergischen Hesperidum, Oder fernere gründliche Beschreibung der edlen Citronat-, Citronen- und Pomerantzen- Früchte, mit einem ausführlichen Bericht, wie solche am besten zu warten und zu erhalten seyn; woher diejenigen Sorten, so theils in Nürnberg gewachsen, theils von verschiedenen fremden Orten dahingelangt …, Nürnberg 1714.